# Jean-Daniel Blavignac

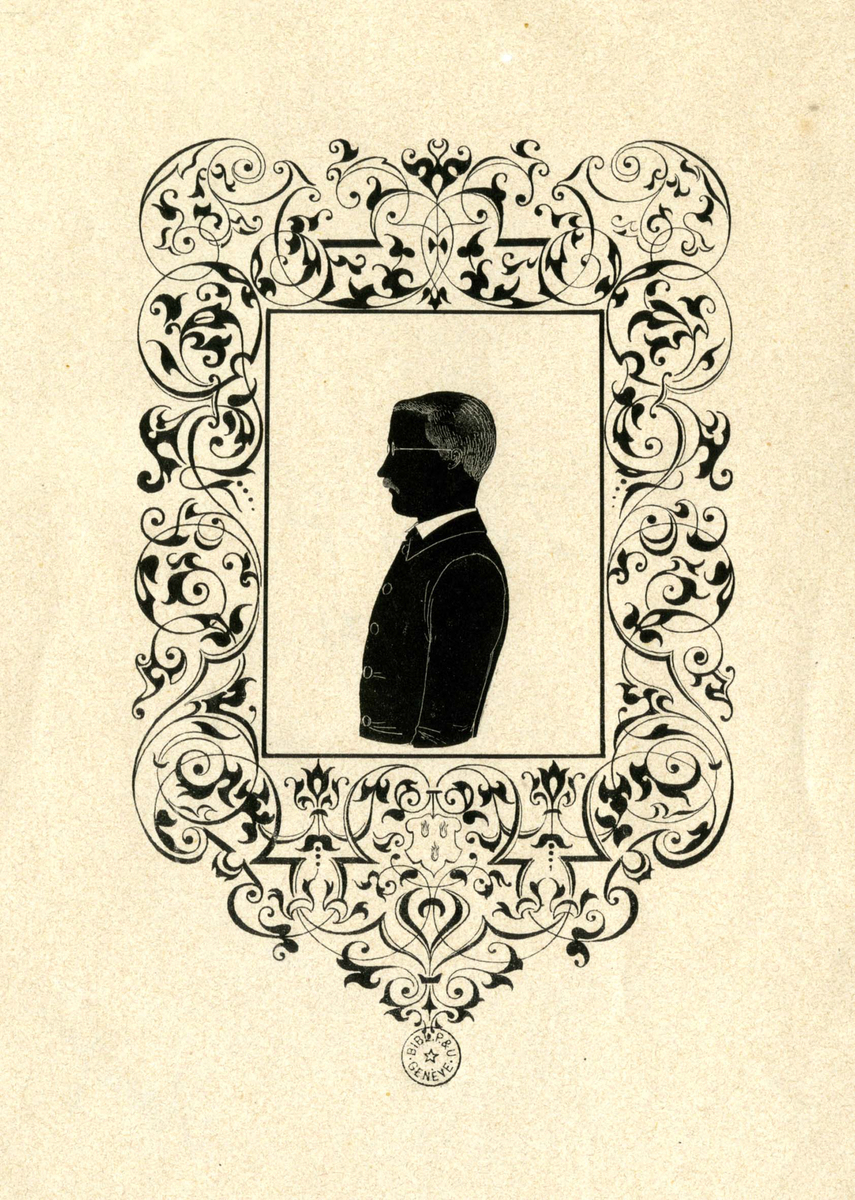
Porträt aus den Sammlungen der Bibliothèque de Genève

Jean-Daniel Blavignac (* 15. Mai 1817 in Genf; † 21. Februar 1876) war ein Schweizer Architekt, Historiker und Volkskundler.

## Leben

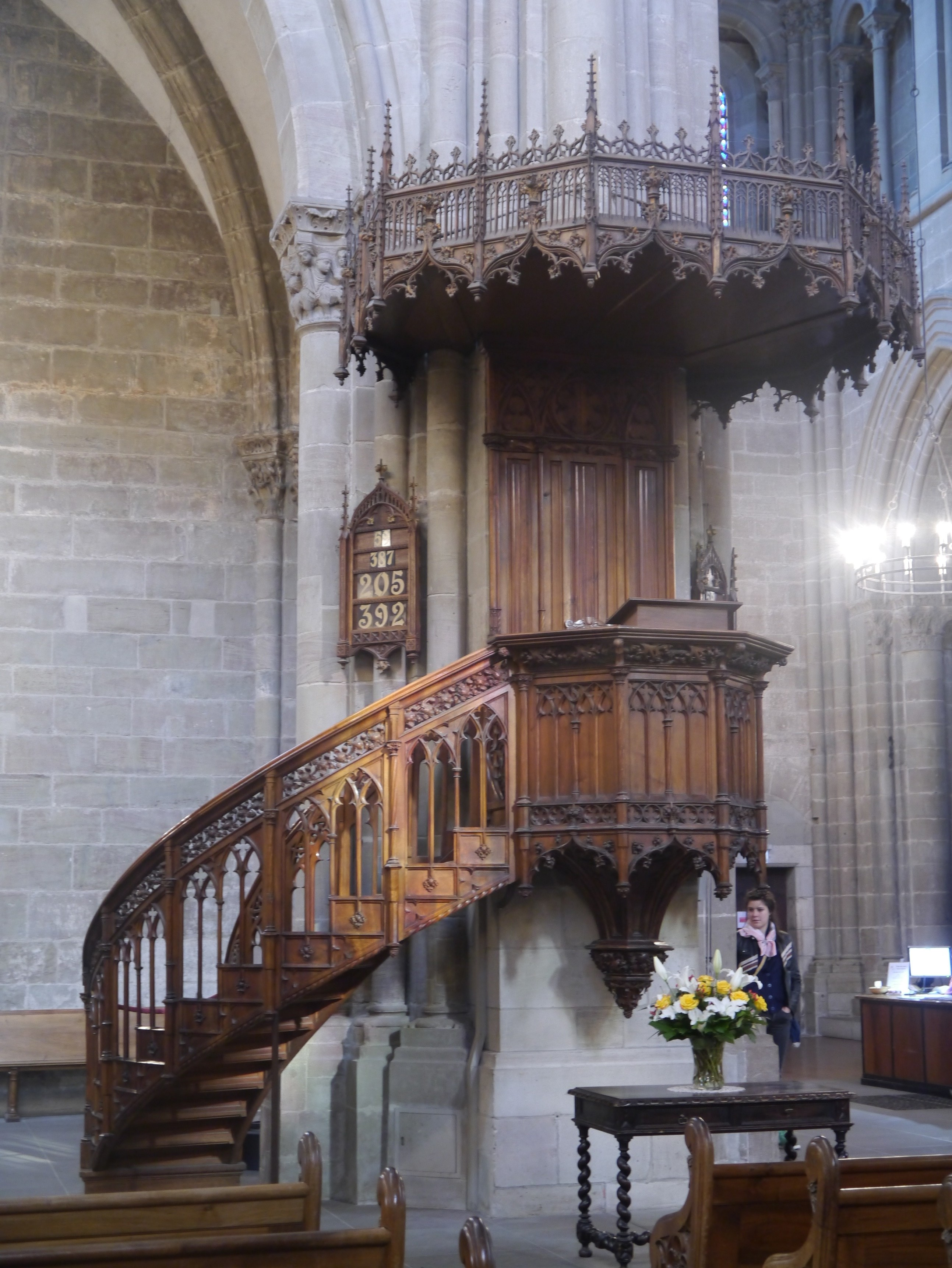
Neugotische Kanzel der Kathedrale Sankt Peter in Genf, Entwurf von Jean-Daniel Blavignac

Jean-Daniel Blavignac war der Sohn eines Kunsthandwerkers. Er besuchte die Kunst- und die Industrieschule in Genf und bildete sich im Büro von Jean-Pierre Guillebaud zum Architekten weiter. Dank seiner guten Kenntnisse in Kunstgeschichte übertrug man ihm die Leitung der Restaurierungsarbeiten bedeutender Bauwerke wie der Kathedrale Saint-Pierre in Genf, für welche er die neue Kanzel entwarf. Im Kanton Freiburg restaurierte er das Schloss Rue. Er entwarf mehrere Brunnenanlagen für die Stadt Lausanne und in Carouge, als diese Stadt um 1860 eine neue Wasserversorgung einrichtete. In Genf wurde ein Wohnhaus in der Altstadt und in Carouge die historistische Kirche des Pensionnat des Fidèles Compagnes de Jésus nach seinen Plänen errichtet. Blavignac gewann den Architekturwettbewerb für die Hochbauten des Eidgenössischen Schützenfests 1851 in Genf und erhielt für die zugleich moderne wie auch reich verzierte Festarchitektur viel Lob.

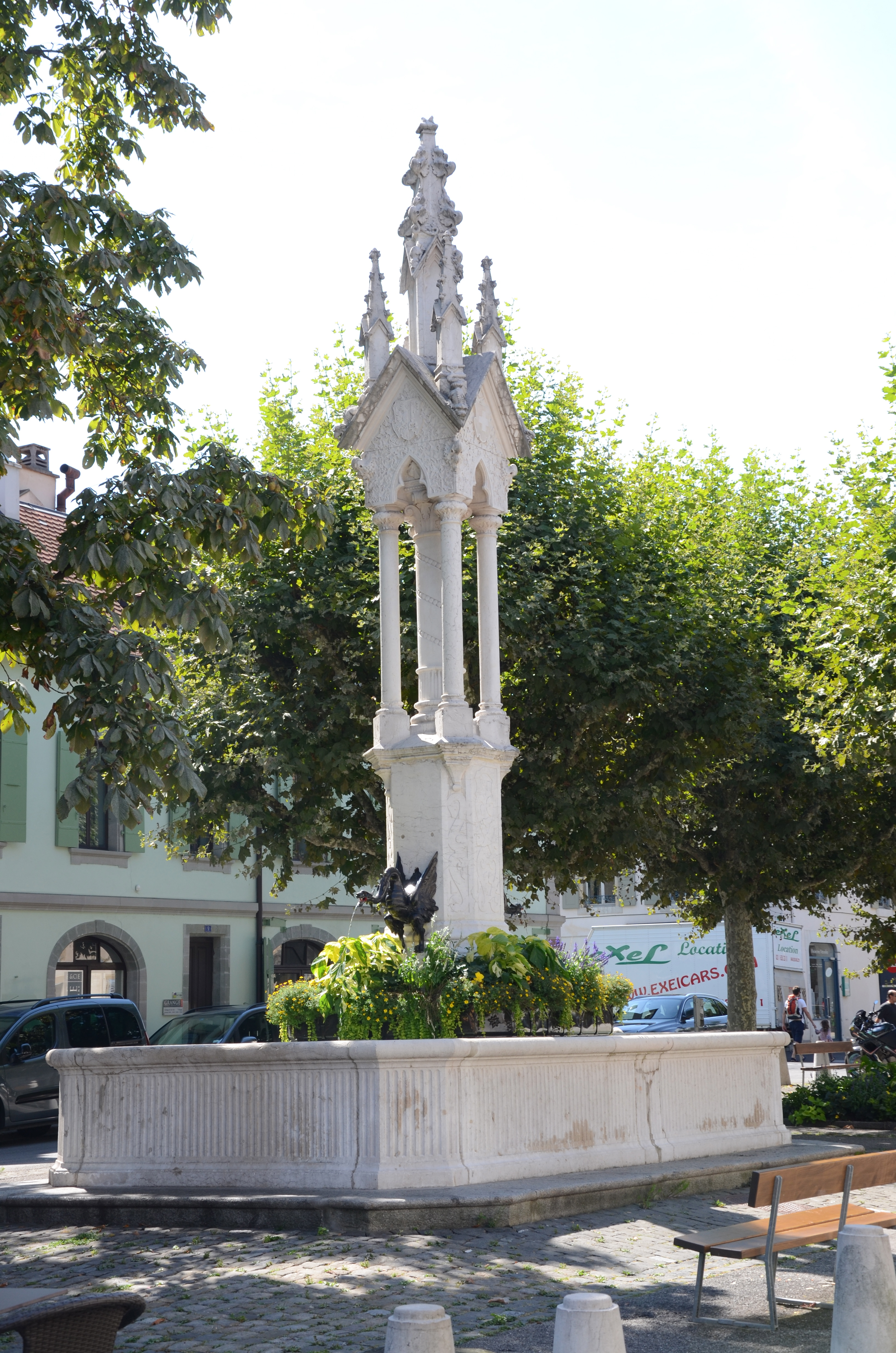
Brunnen auf der Place du Temple in Carouge

Mit Jean-Pierre Guillebaud zusammen gründete er 1848 die Standesvertretung der Architekten, die Société des Architectes de Genève. Ein Schüler Blavignacs war der waadtländische Kantonsarchitekt Henri Assinare, der u. a. an der Restaurierung der Burg Chillon beteiligt war.
Seit 1844 beaufsichtigte Jean-Daniel Blavignac die Bauarbeiten des Genfer Gaswerks. 1854 wurde er in den Stadtrat von Genf gewählt. Wegen seiner zwar nur kurze Zeit dauernden Zugehörigkeit zu den Freimaurern und dann dem Übertritt von der protestantischen zur katholischen Konfession hatte Blavignac in Genf wirtschaftlich nur noch wenig Erfolg.
Der historisch bewanderte Architekt tat sich mit Arbeiten auf dem Gebiet der Kulturgeschichte hervor. Als Mitglied der Société d’histoire de la Suisse romande, der Société des antiquaires de l’Ouest und der Académie des sciences, belles-lettres et arts de Savoie war er in der Genferseeregion gut bekannt. Er verfasste eine Geschichte von Carouge sowie mehrere kunstgeschichtliche Abhandlungen und stellte einen Band mit Dialekttexten in der Frankoprovenzalischen Sprache des Umlands von Genf zusammen. Sein 1853 erschienenes Werk L’Histoire de l’architecture sacrée du VIe au Xe siècles dans les anciens évêchés de Genève, Lausanne et Sion gilt als früher Vorläufer der Kunstdenkmälerforschung im 19. Jahrhundert.
Der umfangreiche Nachlass von Jean-Daniel Blavignac befindet sich in der Sammlung der Stadtbibliothek Genf. 1991 zeigte das Musée de Carouge eine Ausstellung über den Architekten. Die Stadt Carouge hat eine Strasse nach ihm benannt.

## Werke
- Description monumentale de l’église de Saint-Pierre, ancienne cathédrale de Genève. 1845.
- Description monumentale de l’église Notre-Dame, ancienne cathédrale de Lausanne. 1845.
- Description de quelques monuments celtiques situés dans les environs de Genève. In: Mémoires de la société d’histoire et d’archéologie de Genève, 1847.
- Notice historique sur le cimetière de Genève. 1849.
- Armorial genevois. Essai historique sur les armoiries, les sceaux, les bannières et les monnaires de Genève depuis l’époque la plus ancienne jusqu’à nos jours. (Digitalisat) Genf 1849.
- L’Histoire de l’architecture sacrée du VIe au Xe siècles dans les anciens évêchés de Genève, Lausanne et Sion. 1853.
- Comptes de dépenses de la construction du clocher de Saint-Nicolas à Fribourg, en Suisse, de 1470 à 1490. 1858.
- Le Christianisme à Genève depuis Saint-Pierre jusqu’à présent. 1872.
- Études sur Genève. 1872, 1874.
- Notice sur la famille et le château de la Corbière. 1874.
- La cloche. Etude sur son histoire et sur ses rapports avec la société aux différents âges. 1877.
- L’Emprô genevois. 1879